# TOSお昼のニュース
『TOSお昼のニュース』（ティーオーエスおひるのニュース）は、1991年4月1日から1993年9月30日まで2年半、テレビ大分で平日昼に生放送されていたニュース番組である。

## 放送時間
- 毎週月曜 - 金曜 11:35 - 11:40 （日本標準時）。

## 概要
- 前番組『ANNニュースライナー』から大分県ローカルパートを独立させた番組。

- TOSは1970年の開局以来、NNN・FNN・ANNのトリプルネットを行っていたが、昼のニュースについてはANN制作分をネットしていた。

- そのため、当時他県の系列局で放送されていた『NNN昼のニュース』及び『FNNスピーク』はネットしなかった。

- その後、1993年10月1日にANN系フルネット局の大分朝日放送が開局するのに合わせてテレビ大分が『FNNスピーク』をネットするようになったため（同局では『FNN TOSスピーク』というタイトルで放送）、番組は同年9月30日放送分をもって終了した。

## キャスター
- TOSのアナウンサーがシフト勤務制で担当